# 孙葵心
孙葵心（？—1861年），即孙桂心。清朝安徽亳州孙集（今属涡阳）孙小庄人，别号老葵。捻军白旗红边首领。
孙葵心出身贫苦，做过衙役。以事被革，投胜保军营当兵，不得志，改投捻军。开始为小头目，后来人马增多，自领一旗。1851年因打捎借粮被团练诱捕，被龚得树、刘玉渊救出。1855年，参加雉河集会议。1858年与李秀成、陈玉成会师于霍邱，改旗易帜，全军蓄发，接受太平天国领导。捻军占领怀远后，即与白旗另一首领江台凌后脱离张乐行率部北归回到家乡。据胜保奏言：“（孙）剽悍善战，为张、龚两逆腹心。嗣与龚逆不洽，往回老巢。”遂与黑旗刘学渊和蓝旗刘天福等一起向河南进军。后与刘玉渊联军入山东，战河南，斩清军总兵邱联恩、王凤祥等。1860年南下援助安庆太平军。安庆失守后，暗中勾结清军，投敌未果。次年在安徽庐州（今合肥）小蜀山为练勇袭击，受伤而死。孙葵心死后，孙葵心弟捻军白旗红边旗主孙葵文（孙臭）代领其部，颇孚众望。1863年捻军雉河集之役战败，降于清军，后被杀。